# Fritz Hoffmann (Schachkomponist)

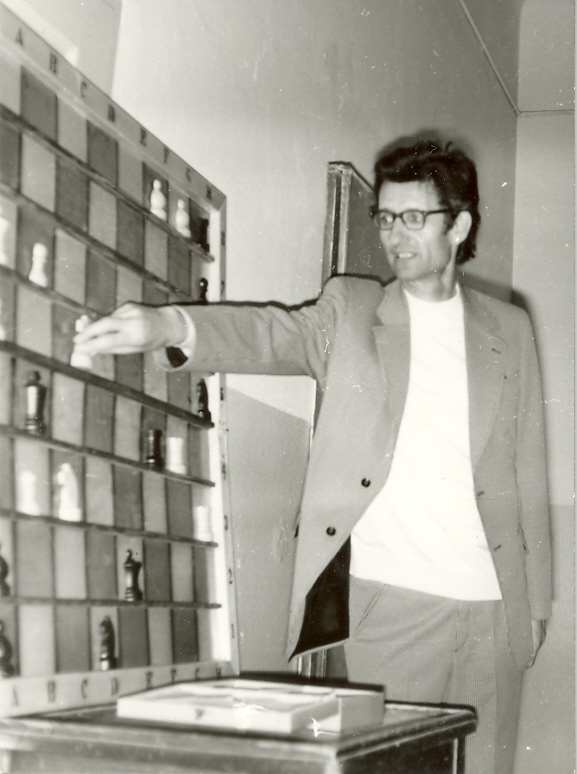
Fritz Hoffmann in einem Vortrag, 1975

Fritz Hoffmann (* 20. Oktober 1932 in Weißenfels; † 12. Juli 2016 in Weißenfels) war ein deutscher Schachkomponist und -publizist.

## Schachkomposition
Hoffmann komponierte seit Mitte der 1960er Jahre Schachaufgaben. Er spezialisierte sich auf Zweizüger.
Nachfolgende Zwillingsaufgabe zeigt in beiden Phasen jeweils einen finnischen Nowotny: Ein schwarzer Schnittpunkt einer Turm- und einer Läuferlinie ist von einer schwarzen Figur versperrt. Um dessen doppelte Linienöffnung durch Abzug zu verhindern, schlägt Weiß diese Figur. Die daraus resultierende Doppeldrohung kann von Schwarz nur noch differenziert werden.
|   | a | b | c | d | e | f | g | h |   |
| 8 |   |   |   |   |   |   |   |   | 8 |
| 7 |   |   |   |   |   |   |   |   | 7 |
| 6 |   |   |   |   |   |   |   |   | 6 |
| 5 |   |   |   |   |   |   |   |   | 5 |
| 4 |   |   |   |   |   |   |   |   | 4 |
| 3 |   |   |   |   |   |   |   |   | 3 |
| 2 |   |   |   |   |   |   |   |   | 2 |
| 1 |   |   |   |   |   |   |   |   | 1 |
|   | a | b | c | d | e | f | g | h |   |

Lösung:
a)

1. Lxc3! Txc3 2. Dd4#

1. … Lxc3 2. Dd3#

1. … Dxd6+ 2. Sxd6#

1. … fxe5 2. Sg5#

b)

1. Sxg4! Txg4 2. De6#

1. … Lxg4 2. Df4#

1. … Dxd6+ 2. Sxd6#

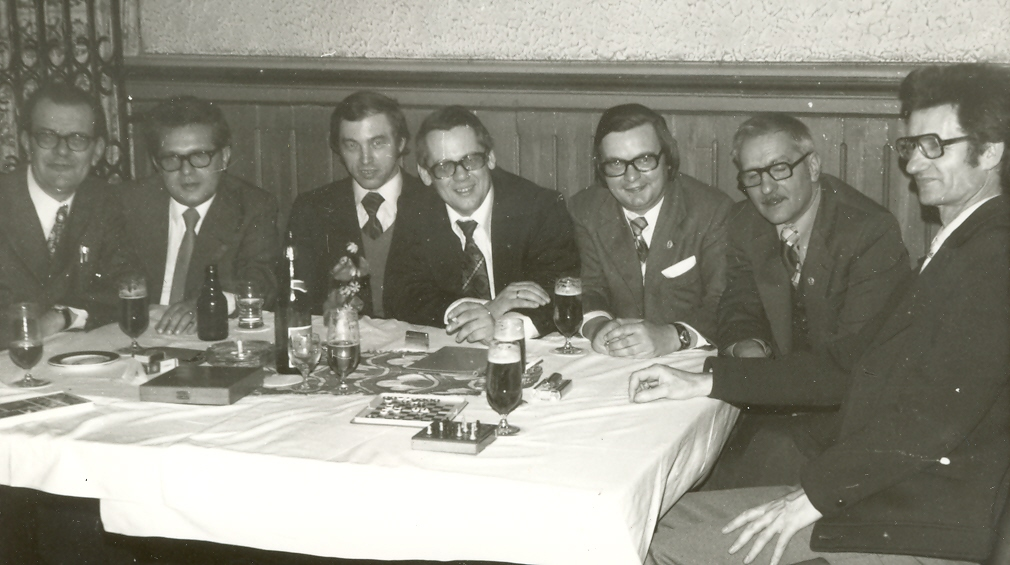
Karl Pohlheim, Horst Böttger, Günter Schiller, Manfred Zucker, Karl-Heinz Siehndel, Helmut Klug und Fritz Hoffmann (v. l. n. r.) – Schachkomponisten auf einem Treffen der Kommission für Probleme und Studien in Weißenfels, Hotel „Goldener Ring“ (1976)

Er war seit 1976 Internationaler Preisrichter für Schachkomposition 1990 wurde ihm der Titel FIDE-Meister für Schachkomposition verliehen.

## Schachpublizist
Mit einer Fülle von kleinen und größeren Artikeln, Glossen, Würdigungen, Nachrufen, Humoresken in Schachzeitungen und zu anderen Schachereignissen war Fritz Hoffmann allzeit präsent. Er führte umfangreiche Korrespondenzen im Schach mit aller Welt. Die Schachsportler des Bezirkes Halle hatten oft Gelegenheit, Fritz Hoffmann bei den zahlreichen Übungsleiterlehrgängen in der Weißenfelser Sportschule zu erleben.

## Privat
Hoffmann war Lehrer, konnte aber später aus gesundheitlichen Gründen in seinem Beruf nicht mehr arbeiten. Er hatte zwei Söhne.

## Werke
- Fritz Hoffmann; Johannes Hoffmann: Schach unter der Lupe. Eine Fibel für Schachspieler und Philatelisten. Sportverlag Berlin, 1987 ISBN 3-328-00172-7
- Fritz Hoffmann: Schachkonturen. Umrisse einer Problemkarriere mit 124 Aufgaben. Kuhn/Murkisch-Serie Nr. 14, Selbstverlag, Göttingen, 1992